# Loïc Merel
Loïc Merel est un mathématicien français né le 13 août 1965 à Carhaix-Plouguer (Bretagne). Sa recherche est orientée vers les formes modulaires et la théorie des nombres.
Merel est d'abord entré à l'École normale supérieure avant de finir son doctorat à l'université Pierre-et-Marie-Curie sous la direction de Joseph Oesterlé en 1993. Sa thèse sur les symboles modulaires trouve son inspiration dans les travaux de Yuri Manin et Barry Mazur des années 1970. Merel a reçu de nombreux prix, dont le prix EMS (1996) et le prix Blumenthal (1997) pour les progrès de la recherche en mathématiques pures. Loic Merel a été directeur de l'Institut Mathématiques de Jussieu-Paris rive gauche du 1er janvier 2016 au 1er janvier 2021.